# Jim Sterk
Jim Sterk (Bellingham, Washington, 1956. június 10. –) amerikai sportügyvivő, 2016 és 2021 között a Missouri Tigers atlétikai igazgatója.

## Tanulmányai
Nooksackben nőtt fel. Alapdiplomáját 1980-ban a Nyugat-washingtoni Egyetemen, mesterdiplomáját 1986-ban az Ohiói Egyetemen szerezte.

## Pályafutása
1995-től, az egyesület divízióváltásának idején a Portland State Vikings, majd 2000-től a Washington State Cougars atlétikai igazgatója volt. Pályafutása alatt jelentősen nőttek utóbbi egyesület adományai. 2010-től a San Diego State Aztecs, 2016-tól pedig a Missouri Tigers atlétikai igazgatója volt. 2021. július 26-án bejelentette, hogy utódjának megtalálásakor lemond.

## Családja
Feleségével, Debivel három lányuk (Ashley, Amy és Abby) született.

## Fordítás
- Ez a szócikk részben vagy egészben  a   Jim Sterk című angol Wikipédia-szócikk ezen változatának fordításán alapul.  Az eredeti cikk szerkesztőit annak laptörténete sorolja fel. Ez a jelzés csupán a megfogalmazás eredetét és a szerzői jogokat jelzi, nem szolgál a cikkben szereplő információk forrásmegjelöléseként.